# Bielawa i Bory Bażynowe
Bielawa i Bory Bażynowe – specjalny obszar ochrony siedlisk (PLH220063) w powiecie puckim w województwie pomorskim, w obrębie Wybrzeża Słowińskiego i Pobrzeża Kaszubskiego. Ma powierzchnię 1341,51 hektara.
Ponad połowę powierzchni obszaru zajmuje rezerwat przyrody Bielawa.

## Położenie i dostęp

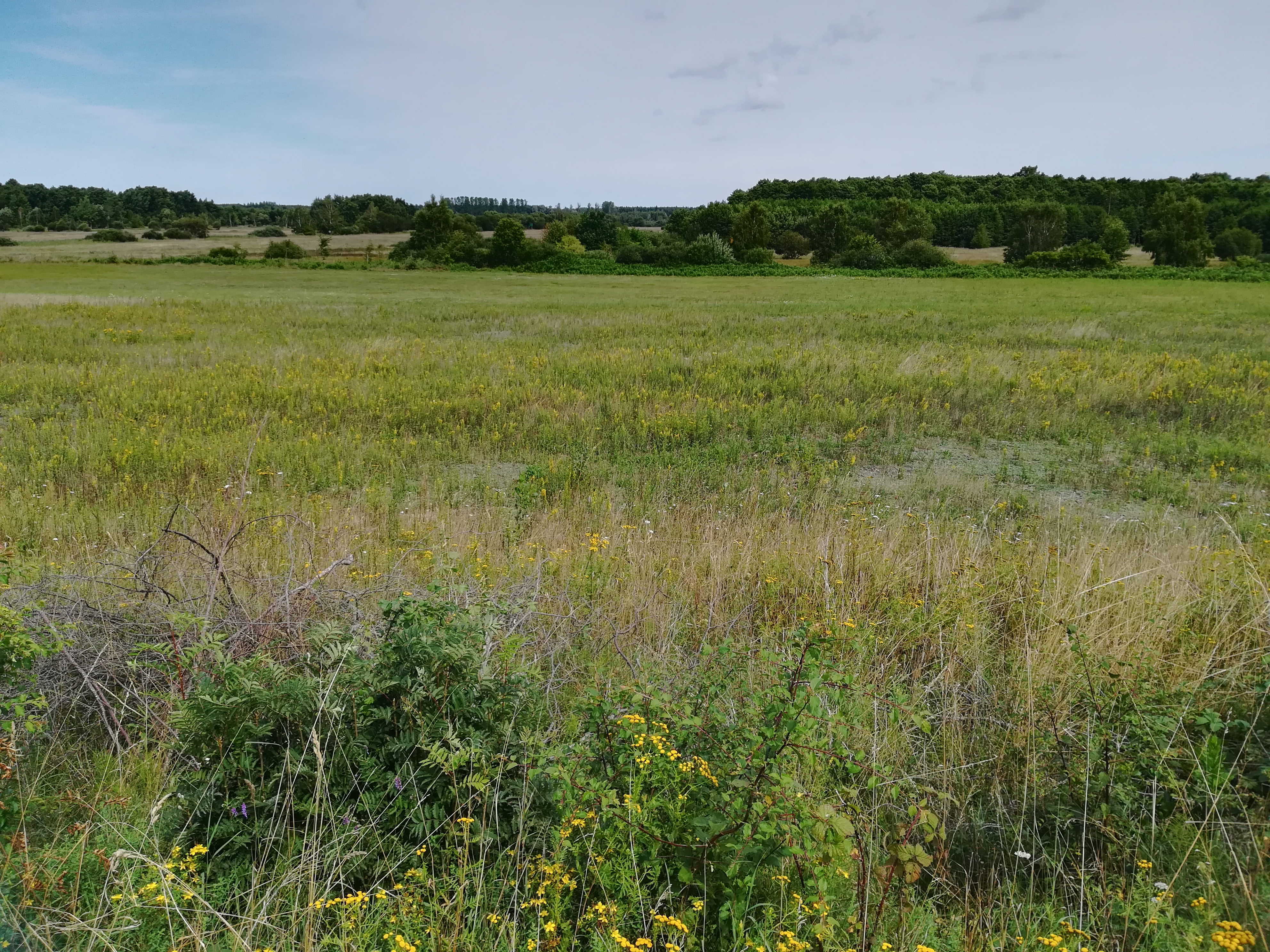
Widok ogólny z południa

Obszar leży w pasie nizin nadmorskich Pobrzeża Kaszubskiego, na wschodnim krańcu Wybrzeża Słowińskiego, około 1,6–5,8 kilometra od brzegu Bałtyku. Jest zlokalizowany pomiędzy wsiami Karwieńskie Błoto Pierwsze, Ostrowo, Czarny Młyn, Parszkowo i Sławoszyno. Dojazd drogami lokalnymi, a od południa ścieżką rowerową po dawnej linii kolejowej Swarzewo – Krokowa. 

## Struktura przyrodnicza
Około 50% obszaru zajmują torfowiska, bagna, roślinność przybrzeżna akwenów i młaki. Około 30% stanowią lasy iglaste, a pozostała część to lasy liściaste, łąki, zarośla i obszary użytkowane rolniczo. Granica obszaru obejmuje pozostałość kopuły rozległego torfowiska bałtyckiego, które wraz z sąsiadującymi z nim na wschodzie jeziorkami dystroficznymi tworzy kompleks torfowisk, nazywanych Bielawą albo Bielawskimi Błotami (jedno z większych torfowisk wysokich typu bałtyckiego w Polsce). W obrębie obszaru leżą przyległe od zachodu i południa wilgotne łąki i łęgi, które ciągną się do Kanału Czarnej Wody, jak również okalający torfowisko od strony północnej pas wydm nadmorskich opierający się o niedużą wyspową morenę, czyli Kępę Ostrowską. 
Cały obszar nosi znaki postępujących zmian przyrodniczo-krajobrazowych, które związane są ze spadkiem wilgotności środowiska i obniżającym się poziomem wód gruntowych.
Od północy do Bielawskich Błot przylega kompleks nadmorskiego boru bażynowego. Kopuła torfowiska ma prawie 600 hektarów, ale jest zdegradowana melioracją odwadniającą przeprowadzoną w latach 70. XX wieku oraz pożarami z lat 80. i 90. tego samego wieku. Obecnie jest ona zdominowana przez wilgotne wrzosowisko z wrzoścem bagiennym.

## Flora
Siedliska na obszarze:
- lasy mieszane oraz bory na wydmach nadmorskich,
- brzegi lub osuszane dna zbiorników wodnych ze zbiorowiskami z Littorelletea, Isoëto-Nanojuncetea,
- naturalne, dystroficzne zbiorniki wodne,
- suche wrzosowiska (Calluno-Genistion, Pohlio-Callunion, Calluno-Arctostaphylion),
- wilgotne wrzosowiska z wrzoścem bagiennym,
- zmiennowilgotne łąki trzęślicowe,
- zdegradowane torfowiska wysokie, zdolne do naturalnej i stymulowanej regeneracji,
- torfowiska przejściowe i trzęsawiska (najczęściej z roślinnością z Scheuchzerio-Caricetea),
- obniżenia na podłożu torfowym z roślinnością ze związku Rhynchosporion,
- grąd subatlantycki,
- pomorski acydofilny las brzozowo-dębowy,
- bory i lasy bagienne,
- łęgi wierzbowe, topolowe, olszowe i jesionowe[2].

## Fauna
Na obszarze zamieszkują takie zwierzęta jak: błotniak łąkowy, gąsiorek, żuraw, jarzębatka, lelek kozodój, łęczak, orlik krzykliwy, orzeł przedni, uszatka błotna, traszka grzebieniasta i zalotka większa.